# Vlčí hora
Der Vlčí hora (deutsch Wolfsberg, 590,8 m) ist einer der markantesten Berge im Böhmischen Niederland (tschechisch Šluknovský výběžek) in Tschechien.

## Lage und Umgebung
Der Vlčí hora befindet sich im Böhmischen Niederland sechs Kilometer westlich von Rumburk in unmittelbarer Nachbarschaft zur Wald-Felslandschaft der Böhmischen Schweiz. Unmittelbar am Fuße befinden sich die Gemeinde Staré Křečany (Alt Ehrenberg) mit dem Ortsteil Brtníky (Zeidler) und die zu Krásná Lípa (Schönlinde) gehörigen Ortsteile Sněžná (Schnauhübel), Vlčí Hora (Wolfsberg), Zahrady (Gärten). Den Gipfel krönt eine ehemalige Bergbaude mit einem Aussichtsturm. Am östlichen Bergfuß befindet sich der Veronikabrunnen (Verunčina studánka).
Unmittelbar nördlich des Berges liegt das Quellgebiet der Mandau.

## Geschichte
Die Bergbaude auf dem Gipfel wurde 1887 durch den Gebirgsverein für das nördlichste Böhmen erbaut. Um das Baumaterial nach oben zu transportieren, wurde seinerzeit jeder Wanderer gebeten, je einen Ziegel zum Gipfel mitzunehmen. 1888 wurde die Baude noch durch den bis heute bestehenden steinernen Aussichtsturm ergänzt. Später wurde das einst einfache Blockhaus zu einer stattlichen Baude mit umlaufender Veranda erweitert. 1904 erhielt die Baude den Namen Ferdinand-Michel-Haus.
Im Gegensatz zu allen anderen Bergbauden des nördlichsten Böhmen überstand die Baude Krieg und Nachkriegsjahre. Nach 1945 stand die Baude zunächst leer. Von 1952 bis 1957 wurde sie durch die Tschechoslowakische Armee genutzt. Seit 1972 ist die Baude in Privatbesitz.
Der Aussichtsturm wurde von 1996 bis 1999 mit Mitteln der Stadt Krásná Lípa und Sponsorengeldern umfassend instand gesetzt und ist wieder öffentlich zugänglich. Seit Januar 1999 ist die Stadt Krásná Lípa Eigentümer des Aussichtsturms.
Am 4. April 2023 brannte die Bergbaude ab. Der Turm wurde beschädigt, konnte aber bereits zwei Tage nach dem Brand wieder öffnen. Zwischen Herbst 2023 und Mai 2024 erfolgte eine Generalsanierung des Turmes. Dabei wurden auch der Schutt der abgebrannten Bergbaude beseitigt. Deren Grundmauern sind noch erhalten, eine Nutzung des mittlerweile von der Stadt Krásná Lípa erworbenen Areals aber offen.

## Geologie
Der Vlčí hora befindet sich etwa einen Kilometer nordöstlich der Lausitzer Verwerfung im Lausitzer Granitgebiet. Die Kuppe wird aus einem Nephelin-Feldspatbasalt gebildet, der durch seine hohen Magnetitgehalt eine starke Abweichung der Kompassnadel verursacht.

## Aussicht

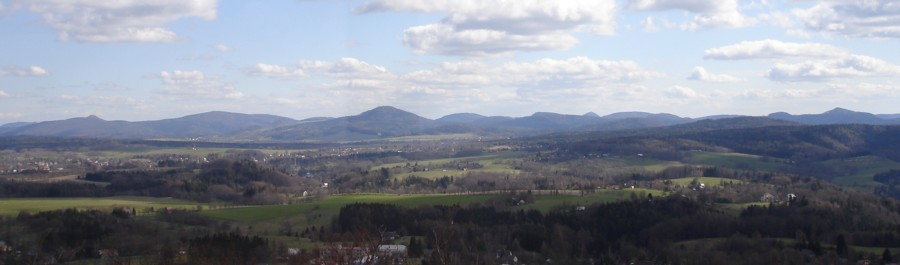
Blick zum Lausitzer Gebirge

Vom Turm ist eine sehr umfassende Rundsicht möglich. Im Südwesten schweift der Blick über die Berge der Sächsisch-Böhmischen Schweiz bis zum Milešovka (Milleschauer) im Böhmischen Mittelgebirge. Im Süden befindet sich die gezackte Kette der Kegelberge des Lausitzer Gebirges mit Studenec (Kaltenberg), Jedlová (Tannenberg), Lausche und Hochwald. Im Osten zeigen sich die Berge des Iser-, Jeschken- und Riesengebirges. Markant sind dort der schlanke Ještěd (Jeschken) mit seinem außergewöhnlichen Turm und der breit dahingelagerte Smrk (Tafelfichte). Ganz im Osten sind bei klarer Sicht Szrenica (Reifträger) und Vysoké Kolo (Hohes Rad) sichtbar. Im Norden befinden sich die Höhenzüge des Lausitzer Berglandes in Sachsen mit Kottmar und Valtenberg.

## Wege zum Gipfel
- Ein guter Ausgangspunkt ist der Bahnhof Panský an der einstigen Nordböhmischen Industriebahn. Über eine gelb markierte Wanderroute ist der Gipfel des Berges in ca. 20 Minuten zu erreichen.
- Mögliche Ausgangspunkte sind auch die Orte Brtniky und Vlčí Hora. Von dort führt ein rot markierter Wanderweg bis an den Fuß des Berges, über die o. g. gelb markierte Route kann der Gipfel erreicht werden.
- Der Vlčí hora ist auch eine Station des Köglerova naučná stezka (Köglers Naturpfad), eines 23 km langen Naturlehrpfades durch die Umgebung von Krásná Lípa.

## Fotos

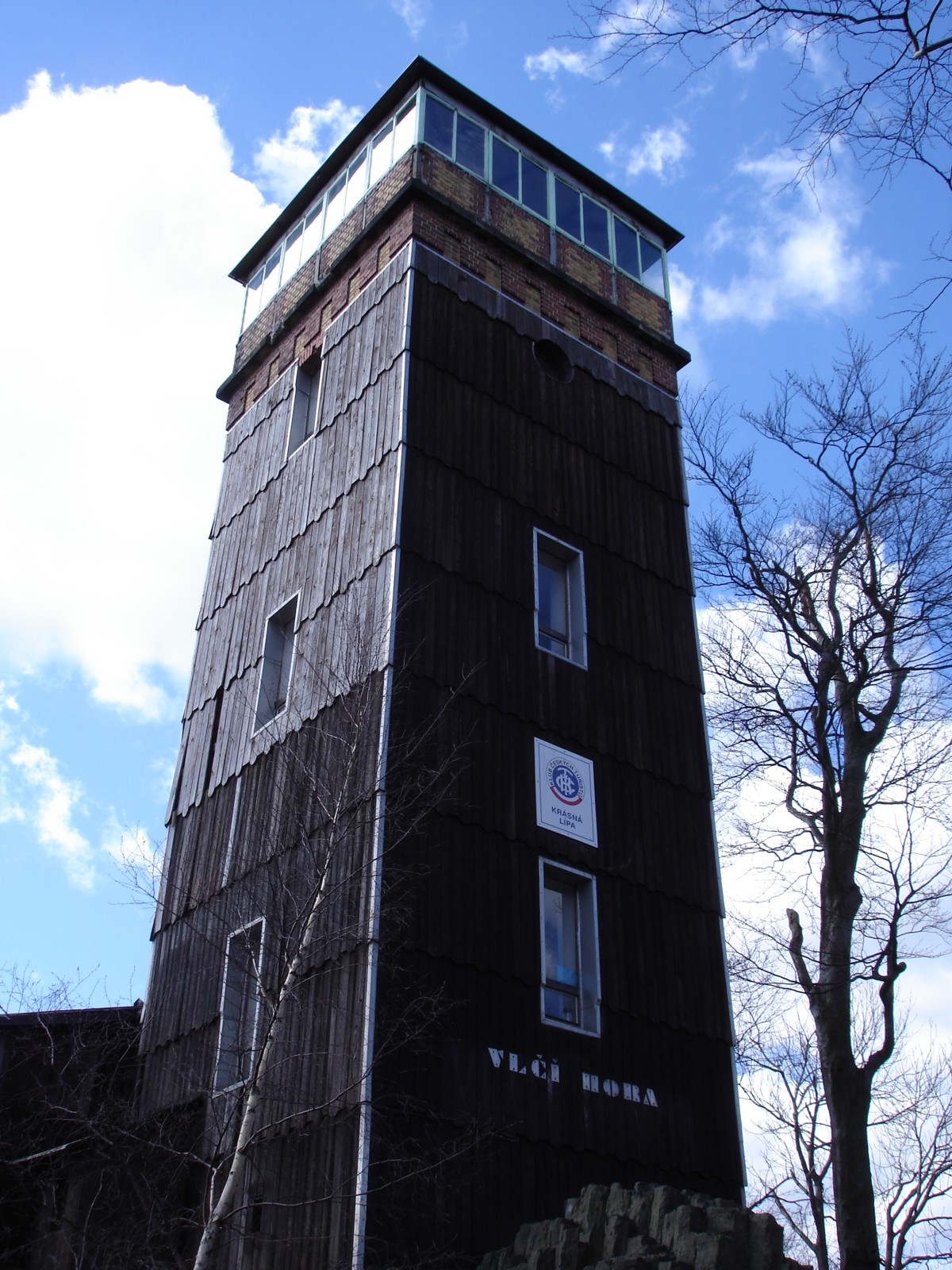
Aussichtsturm
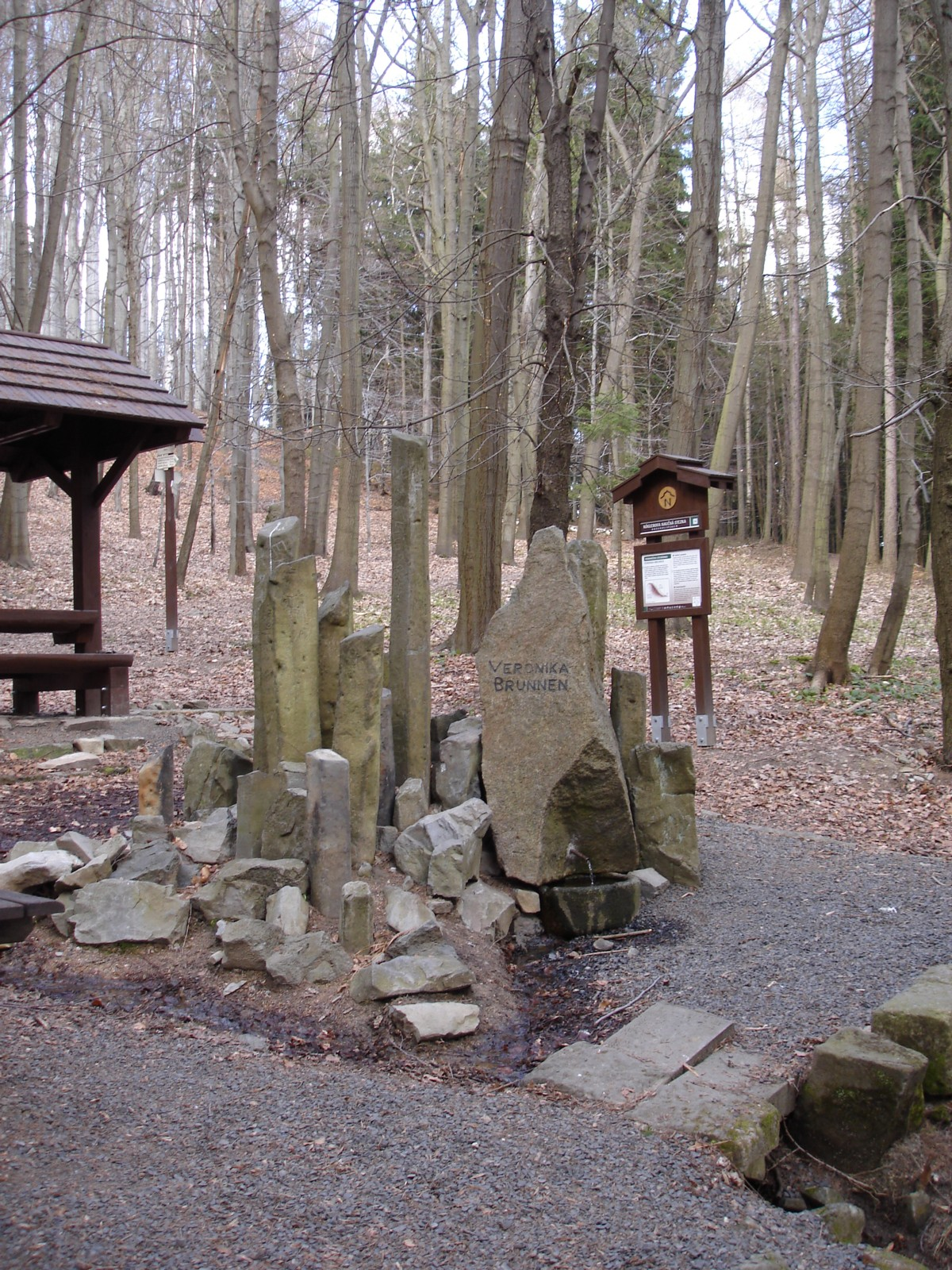
Veronikabrunnen
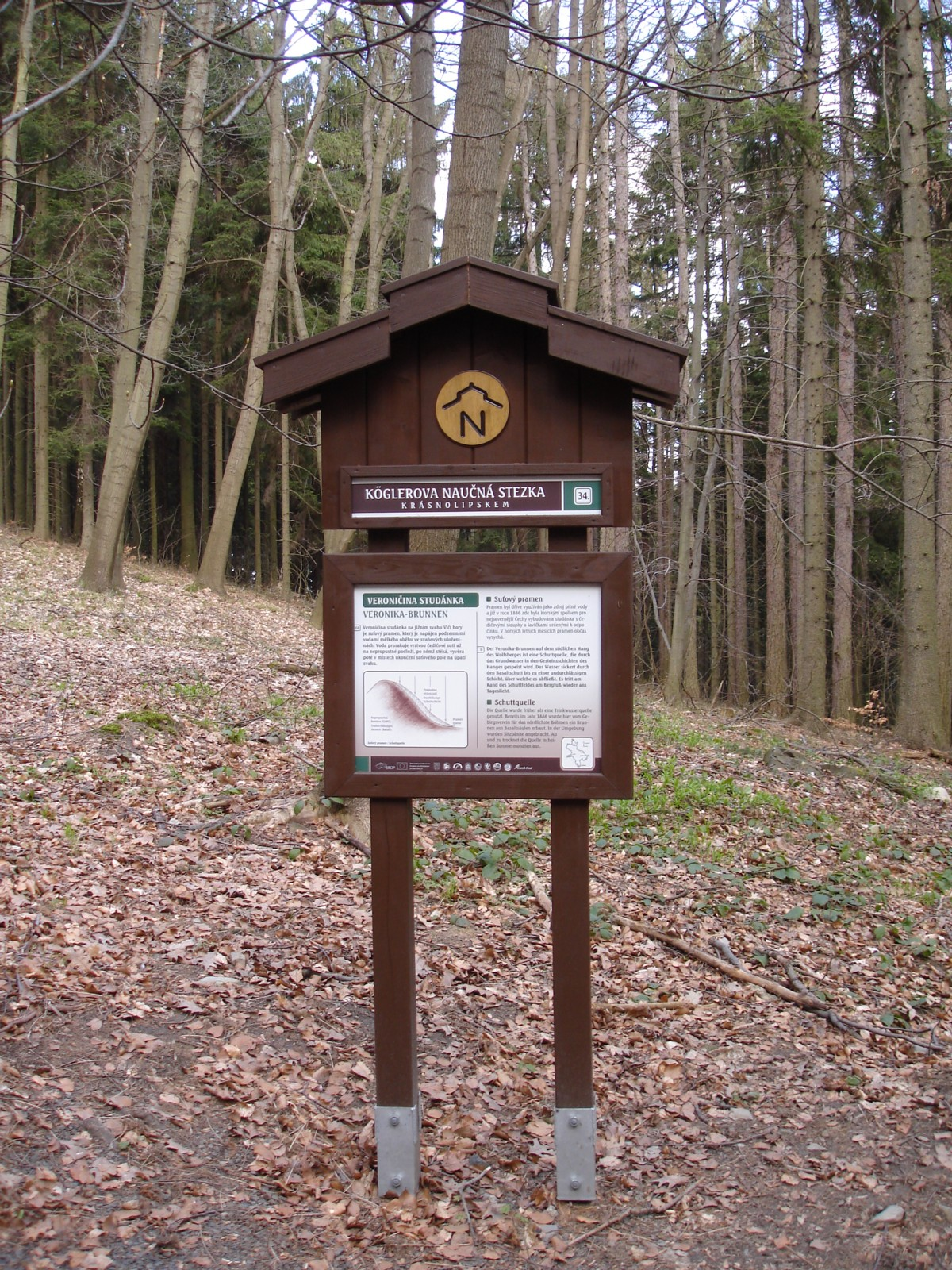
Lehrpfad